# DCM
DCM (afkorting voor De Ceuster Meststoffen) is een Belgisch familiebedrijf dat gespecialiseerd is in de ontwikkeling en productie van organische meststoffen, bodemverbeteraars, potgronden, afdekmaterialen, graszaden en vijverproducten voor zowel professionele als particuliere gebruikers.
Het hoofdkantoor en de productie-installaties van DCM bevinden zich in Grobbendonk. Behalve in België beschikt de firma DCM ook over eigen kantoren in de omringende landen en exporteert naar diverse landen wereldwijd.

## Geschiedenis
In september 1966 werd door Herman De Ceuster de voorloper van het bedrijf DCM opgericht: Grondontsmettingen De Ceuster. Aanvankelijk hield het bedrijf zich bezig met loonwerk zoals grondontsmetting en -bewerking voor de tuinbouw. In het kader van de diversificatie van de dienstverlening richt De Ceuster in 1976 De Ceuster Meststoffen NV of DCM op. DCM legde zijn focus in de beginfase voornamelijk op de ontwikkeling en productie van organische meststoffen voor de professionele tuinbouw.
In de loop der jaren werd dit assortiment verder aangevuld met producten, voor de consument.
DCM is een dochteronderneming van de Belgische familieholding Group De Ceuster.
Inmiddels is de leiding van het bedrijf in handen van de tweede generatie.

### Belangrijke innovaties
| Jaar | Innovatie                                                                                 |
| ---- | ----------------------------------------------------------------------------------------- |
| 1985 | Productie van meststoffen in kruimelvorm.                                                 |
| 2000 | Productie van meststoffen in een microgranulaat met homogene afmetingen.                  |
| 2003 | Ontwikkeling van de detectiesysteem voor plantenziekten door middel van DNA-vergelijking. |
| 2007 | Productie van 100% organisch samengestelde vloeibare meststof voor fertigatie.            |

## Sponsoring
DCM sponsort diverse voetbalclubs uit eerste klasse. Verder is de firma bekend dankzij de productintegraties in het VTM-programma Groene Vingers en het door Canal Zoom geproduceerde tuinprogramma Le Geste du Mois. In 2011 werd DCM cosponsor van het wielerteam Vacansoleil-DCM.